# Алкогольная игра

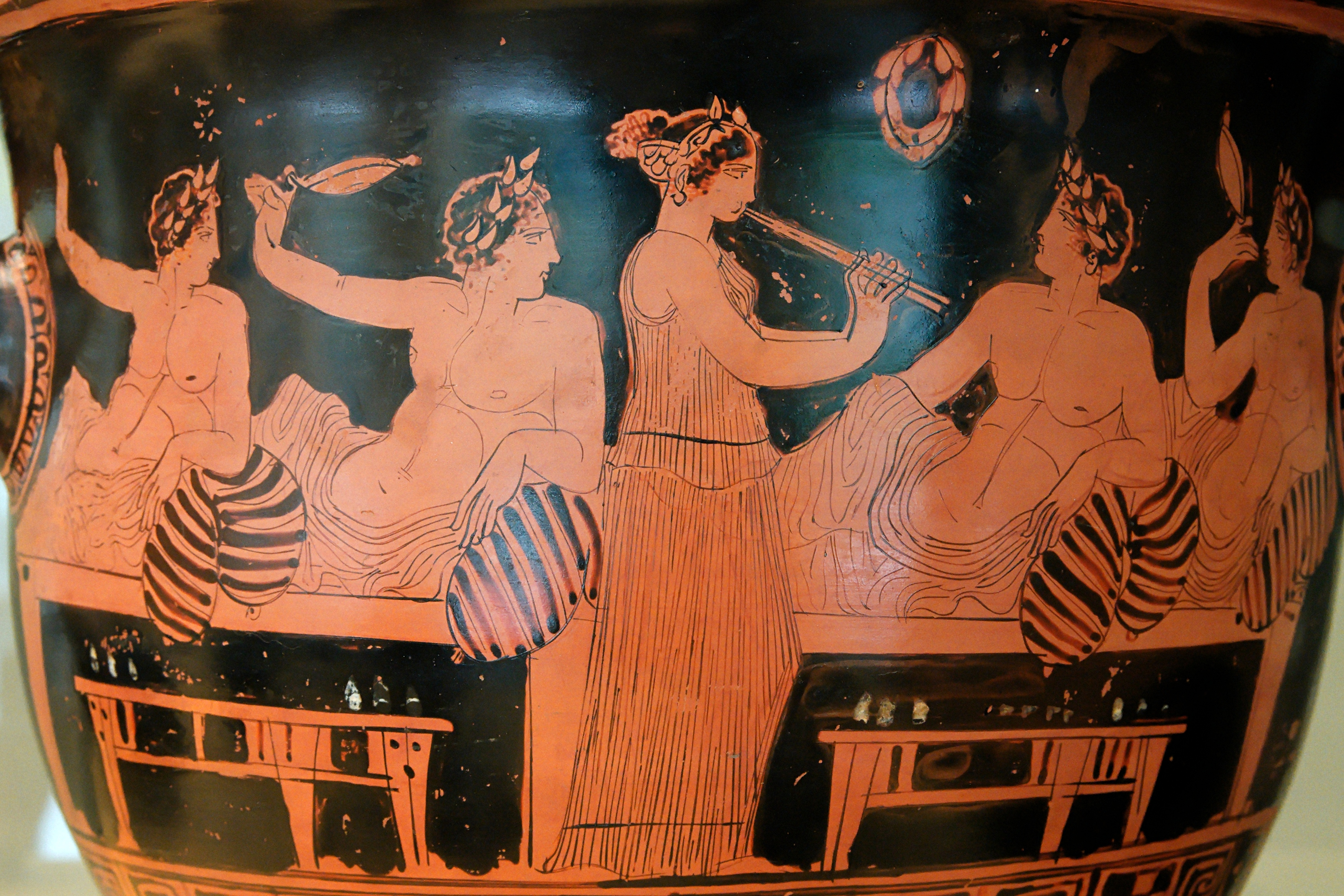
Участники симпосия играют в коттаб (и слушают флейтистку)

Алкогольная игра (также пьяная игра, игра с выпивкой) — игра с употреблением алкогольных напитков. Сложность и цели пьяных игр сильно варьируют, хотя обычно задачей является как можно более быстрое приведение участников в состояние опьянения. Типичная игра состоит в том, что участникам предлагается пройти тест на физическую или умственную готовность; провалившие тест должны принять алкоголь.

## История
Алкогольные игры имеют очень древнее происхождение, наиболее ранние сохранившиеся описания относятся в античности к Древней Греции (V век до н. э.) и в Китае ко временам династии Тан.

## Социальные аспекты
По своей природе алкогольные игры являются групповым занятием, в современности им предаются обычно в студенческом возрасте. В отличие от игр в барах (в которых алкоголь напрямую не задействован), алкогольные игры обычно проходят вне мест для организованного потребления алкоголя, чему способствуют законы многих стран, запрещающие поощрение избыточного потребления спиртного. Игры проводятся обычно дома, в общежитиях, гостиницах, палаточных лагерях.
Типичная для алкогольных игр стратегия «наказания» проигравших через принуждение к выпивке имеет по крайней мере два аспекта. С одной стороны, потребление алкоголя понижает физические и умственные способности и тем самым ставит победивших в более выгодные условия на следующем этапе игры. С другой стороны, умение «держать удар» алкоголя является положительной чертой в молодёжных сообществах, и успешная демонстрация навыков обращения со спиртным повышает авторитет проигравшего.
В целом, игры являются предлогом для алкогольной интоксикации, при этом выделяются «демократические» игры, правила которых нацелены на равное потребление алкоголя всеми участниками и «иерархические», где пьяным в итоге окажется лишь один участник.

## Оборудование и правила
Алкогольные игры обычно не требуют специального оборудования и обходятся повседневными предметами (так, для пиво-понга требуются лишь стаканы для пива и шарик для пинг-понга). Это обстоятельство способствует спонтанной организации этих игр и упрощает уборку по их завершении.
Неформальный характер игр привёл к тому, что какие-либо ассоциации отсутствуют, и правила игр потому не кодифицированы. В результате региональные вариации правил характерны даже для самых популярных игр. Большинство игр, подобно пиво-понгу, основаны на зрительно-моторной координации, но встречаются как более интеллектуальные игры со стратегией (например, алкогольный вариант карточной игры «Президент» под названием англ. Asshole), так и откровенно примитивные: Edward Fortyhands состоит в прибинтовывании литровых (40 унций) бутылок с крепким пивом к обеим рукам; снять их можно только после того, как бутылки выпиты.

## В культуре
- Neknomination — алкогольная игра и флеш-моб, популярный в начале-середине 2010-х годов среди англоязычных интернет-пользователей и участников некоторых социальных сетей
- Фильм «Наш человек в Гаване» — ключевая сцена романа является алкогольной игрой, где шашечные фигуры заменены на мини-бутылки виски)
- Фильм «Ещё по одной» — в начале фильма показана сцена традиционного «пивного забега» датских школьников

## Другие значения
Некоторые наркологи используют термин «алкогольные игры» для обозначения поведения алкоголиков, направленного на сохранение возможности злоупотребления алкоголем.